# Rod Blagojevich
Rod Blagojevich (Chicago, 1956. december 10. –) amerikai kongresszusi képviselő, majd Illinois állam kormányzója, akit korrupció miatt az állam törvényhozása leváltott tisztségéből, és akit később ugyanezért 14 év börtönre ítélt a bíróság. Blagojevich nyolc év után 2020. február 18-án amnesztiával szabadult.